# الاتحادية في أيرلندا
الاتحادية في أيرلندا هي تقليد سياسي في الجزيرة يعبر عن الولاء للنظام الملكي في المملكة المتحدة ولدستورها. بعد ظهور التحرر الكاثوليكي (1829)، حشدت الأقلية البروتستانتية لمعارضة البرلمان الأيرلندي. تحت اسم حزب ألستر الوحدوي، ولمدة قرن من الزمن بعد تقسيم أيرلندا، كانت الاتحادية في أيرلندا ملتزمة بالاحتفاظ بمقاطعات أولستر الست التي تشكل أيرلندا الشمالية داخل المملكة المتحدة. تصالح الاتحاديون منذ عام 1998، في إطار تسوية سلمية لأيرلندا الشمالية، وتقاسموا المناصب مع الحركة القومية الأيرلندية في ظل إدارة مفوضة، مع الاستمرار في الاعتماد على العلاقة مع بريطانيا العظمى لضمان مصالحهم الثقافية والاقتصادية.

## الاتحادية الأيرلندية بين عامي 1800 و1904

### قانون الاتحاد لعام 1800
في العقود الأخيرة من تاريخ مملكة أيرلندا (1542 – 1800)، قدم البروتستانت أنفسهم في الحياة العامة على أنهم مواطنون أيرلنديون. انصب التركيز في مواطنتهم على هيمنة البروتستانتية على البرلمان الأيرلندي. رفض البرلمان، الذي حد من امتيازات من ينتمي للطائفة الأنجليكانية –الكنيسة الأيرلندية المنشأة- منح المساواة في الحماية للبروتستانت المعارضين (البروتستانت غير الأنجليكان) والأغلبية الكاثوليكية الرومانية المطرودة من المملكة، كما رفض تعيينهم في مناصب عامة. مثل كل تشكيل ميليشيا من المتطوعين الأيرلنديين، أثناء حرب الاستقلال الأمريكية، وظهورها في العاصمة الأيرلندية، دبلن، إضافة إلى حصول البرلمان على الاستقلال التشريعي عن الحكومة البريطانية في لندن عام 1782 أهم نقطتي تحول في الحالة الوطنية البرلمانية.
بمساعدة القساوسة الإنجليزيين في مكتب اللورد الملازم، احتج مجموعة من التجار والحرفيين والمزارعين المشيخيين المستأجرين في محافظة أولستر الأيرلندية، التي كان أتباع المذهب البروتستانتي فيها أقل تخوفًا من مشاركة حقوقهم السياسية مع الكاثوليك بسبب أعدادهم الكبيرة، ضد البرلمان الذي لا يمثل فئات الشعب بشكل عادل، وضد أحد الإداريين في قلعة دبلن. نظرًا لتراجع الأمل بالإصلاح، وأملًا بحصولهم على مساعدة من الجمهورية الفرنسية، سعى الأيرلنديون الاتحاديون إلى إنشاء اتحاد ثوري من «الكاثوليك والبروتستانت والمنشقين» (أي الكاثوليك والبروتستانت من جميع المعتقدات). كسرت شوكة الإيرلنديين الاتحادين مع هزيمة ثورتهم في عام 1798 (الثورة الأيرلندية)، ومع ورود أخبار عن اعتداء المتمردين على البروتستانت الموالين في المناطق الجنوبية من البلاد.
قررت الحكومة البريطانية، التي توجب عليها نشر قواتها في أيرلندا لمنع التمرد، ثم التراجع وهزيمة التدخل الفرنسي، الاتحاد مع بريطانيا العظمى. اعتبر الورد كاسلريه، أن حل المسألة الكاثوليكية يمثل أهم ميزات دمج المملكتين. تراجعت بذلك الأسباب التي تدعو لخوف البروتستانت المرتبطين بإنكلترا من التقدم الكاثوليكي، فيما كان من المفترض للكاثوليك، الذين تراجعت أعدادهم داخل المملكة المتحدة وأصبحوا أقلية، أن يعدلوا عن مطالبهم. مع ذلك، أُسقط بند التحرر الكاثوليكي من قوانين الاتحاد بسبب معارضته من قبل إنجلترا ومن الملك جورج الثالث. أُبقي على المسؤول الإداري الأيرلندي في دبلن، إلا أن التمثيل، الذي بقي بروتستانتيًا بالكامل، انتقل إلى وستمنستر على شكل برلمان المملكة المتحدة لبريطانيا العظمى وأيرلندا.
تصالح مؤيدو القضية الأيرلندية وخلفاؤهم، خلال العقود التي أعقبت صدور قانون الاتحاد لعام 1800، مع فكرة فقدان البرلمان الأيرلندي، ولم يجد أغلبهم سببًا في الندم على خسارته، خصوصًا بعد رفضهم دعوات الإصلاح التي سعت لتوسيع دائرة التمثيل في البرلمان وكبح الفساد. بمرور الوقت، وبوصفهم بروتستانت، أصبح مؤيدو القضية الأيرلندية يرون في الاتحاد التشريعي مع بريطانيا العظمى مصدرًا لازدهارهم، وبدأ أغلب الروم الكاثوليك في أيرلندا بالتجمع في حركة وطنية جديدة تهدف لضمان أمنهم.

### التحرر الكاثوليكي و«الوحدة البروتستانتية»

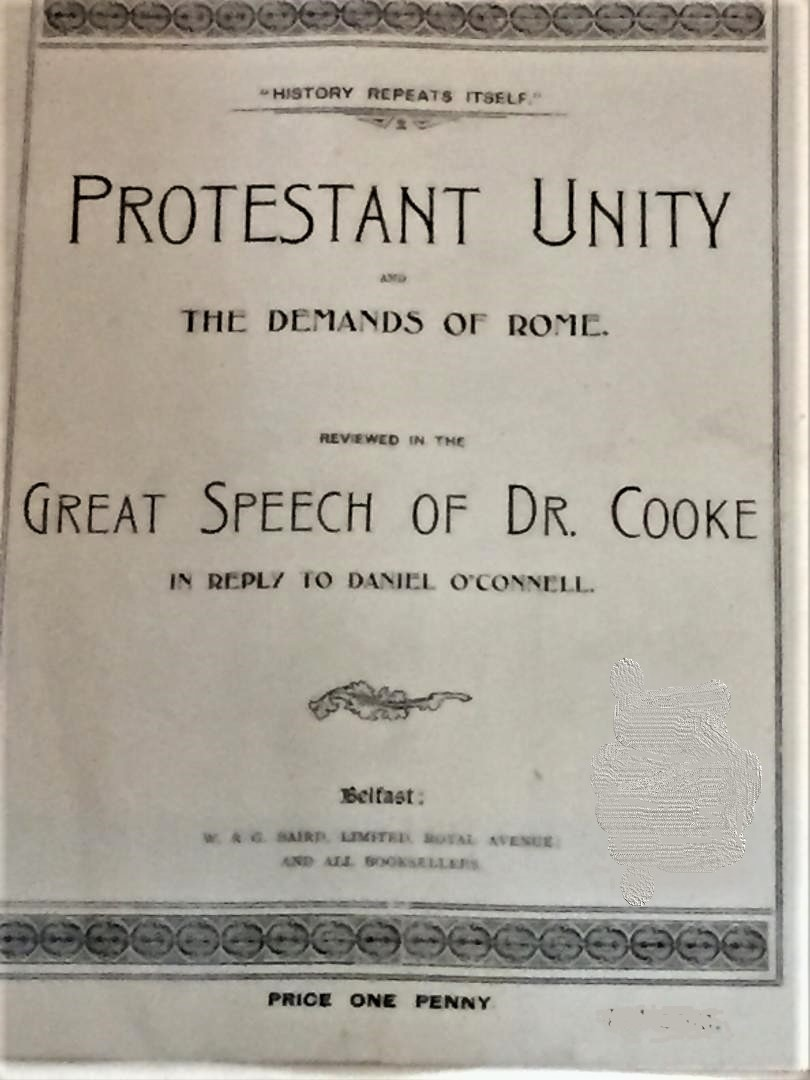
عملة من عام 1899، طبع عليها خطاب هنري كوك لعام 1841 الذي كان تحت عنوان «رد على دانيال أوكونيل».

استغرق الأمر من الاتحاد ثلاثين عامًا للوفاء بوعد التحرر الكاثوليكي (1829) المتضمن قبول الكاثوليك في البرلمان ووضع حد للاحتكار البروتستانتي للمناصب والنفوذ في البلاد. من الممكن أن تكون فرصة دمج الكاثوليك في الطبقات المالكة والمهنية، التي كانت قد عادت للظهور في المملكة في تلك الفترة، قد فاتت. في عام 1830، دعا زعيم الرابطة الكاثوليكية، دانيال أوكونيل، البروتستانت للانضمام إلى حملة تهدف لإلغاء الاتحاد واستعادة مملكة أيرلندا بموجب دستور عام 1782.
في الشمال، تزايدت مقاومة هذه الدعوات بفعل الانتعاش الديني. بدا الإصلاح الجديد، الذي أكد على مواضيع «الشهادة الشخصية»، وكأنه يتجاوز الاختلافات الكنسية بين الطوائف البروتستانتية المختلفة. استغل المبشر المشيخي البارز، هنري كوك، المناسبة للتبشير بالوحدة البروتستانتية. في إحدى المظاهرات الحاشدة التي استضافها ماركيز داونشاير الثالث، آرثر هيل، على أرضه في عام 1834، اقترح كوك إقامة «زواج مسيحي» بين الطائفتين البروتستانتيتين الرئيسيتين (الأنجليكانية والمشيخية)، ودعا إلى أن تعمل الطائفتان مع بعضهما البعض في جميع «مسائل الأمن المشترك» بعد تنحية جميع الخلافات المتبقية بينهما جانبًا.
كان الناخبون المشيخيون يميلون إلى تفضيل اليمينيين ذوي العقلية الإصلاحية، أو، وكما ظهر لاحقًا، تفضيل الليبراليين من مؤيدي حقوق المستأجرين على المرشحين المحافظين ومرشحي جماعة الأورانج من أتباع البروتستانتية. مع تزايد نفوذ وتمثيل الأحزاب السياسية خليفة حركة إبطال أوكونيل في وستمنستر، أصبحت الاستجابة لدعوات كوك للوحدة أمرًا ضروريًا.

### مواجهة الحزب الأيرلندي في وستمنستر
أعلن زعيم الحزب الليبرالي، ويليام إيوارت جلادستون قبوله حلًا وسطًا، كان قد أعده أوكونيل قبل وفاته في عام 1847، يعطي أيرلندا الحق في إقامة ما يمكن تسميته «حكمًا ذاتيًا» داخل المملكة المتحدة.
رفضت الحكومات المتعاقبة، اليمينية والمحافظة، حتى تاريخ وقوع المجاعة الكبرى في أربعينيات القرن التاسع عشر، تحمل المسؤولية السياسية عن الظروف الزراعية في أيرلندا. وصلت القضايا البسيطة المرتبطة بحرب المستأجرين إلى وستمنستر في عام 1852، عندما ساعدت رابطة المستأجرين اليمينية في أيرلندا على إعادة 50 نائبًا إلى وستمنستر، ومشاركتهم في البرلمان بصفتهم أعضاء حزب أيرلندي مستقل. سرعان ما انهار الحزب الذي أطلق عليه عضو حركة أيرلندا الشابة، تشارلز جافان دوفي، اسم اتحاد الشمال والجنوب. في الجنوب، وافقت الكنيسة على نقض النواب الكاثوليكيين لتعهداتهم بالمعارضة المستقلة وقبول المناصب الحكومية. وفي الشمال، قامت جماعة الأورانج بتفكيك اجتماعات المستأجرَبن البروتستانتيَين، ويليام شارمان كروفورد وجيمس مكنايت.